# 老川慶喜
老川 慶喜（おいかわ よしのぶ、1950年3月29日 - ）は、日本の経済学者、歴史学者。跡見学園女子大学教授。立教大学名誉教授。さいたま市大宮盆栽美術館館長。専門は近代日本経済史、経営史。経済学博士（立教大学、1982年）。
交通史、特に鉄道史から研究をスタートし、戦間期の自動車工業、第1次大戦後の生鮮食料品市場問題、さらには戦後の運輸業などに研究対象を広げている。

## 来歴
1972年、立教大学経済学部卒業。1974年、同大学経済学研究科修士課程修了、川口市立川口高等学校教諭となる。1980年、同研究科博士課程単位取得退学。1982年「日本資本主義と地方鉄道の展開」で立教大学より経済学博士の学位を取得。
1983年、関東学園大学経済学部専任講師、1986年、同助教授。1987年、帝京大学経済学部助教授、1991年、立教大学経済学部助教授、1993年、同教授。2015年、立教大学を定年退職し、跡見学園女子大学観光コミュニティ学部教授兼副学長。2016年立教大学名誉教授。2020年さいたま市大宮盆栽美術館館長。

## 受賞歴
- 1987年 - 『日本の鉄道　成立と展開』で第13回交通図書賞[1]。
- 2007年 - 鉄道博物館のさいたま市への誘致に対する貢献により、2007年度さいたま市文化賞[1]。
- 2009年 - 『近代日本の鉄道構想』で第34回交通図書賞[1]。
- 2014年 - 『井上勝』で企業家研究フォーラム賞[1]。

## 著書
- 『埼玉の鉄道』（埼玉新聞社、1982年）
- 『明治期地方鉄道史研究　地方鉄道の展開と市場形成』（日本経済評論社、1983年）
- 『産業革命期の地域交通と輸送』（日本経済評論社、1992年）
- 『鉄道　日本史小百科 近代』（東京堂出版、1996年）
- 『近代日本の鉄道構想』（日本経済評論社、2008年）
- 『埼玉鉄道物語　鉄道・地域・経済』（日本経済評論社、2011年）
- 『井上勝　職掌は唯クロカネの道作に候』ミネルヴァ書房〈ミネルヴァ日本評伝選〉、2013年
- 『日本鉄道史 幕末・明治篇　蒸気車模型から鉄道国有化まで』中央公論新社〈中公新書〉、2014年
- 『もういちど読む 山川日本戦後史』山川出版社 2016年
- 『日本鉄道史 大正・昭和戦前篇 (日露戦争後から敗戦まで) 』中公新書 2016年
- 『小林一三 都市型第三次産業の先駆的創造者』「PHP経営叢書 日本の企業家」PHP研究所 2017年
- 『鉄道と観光の近現代史』「河出ブックス」河出書房新社 2017年
- 『井上勝 「長州ファイブ」から「鉄道の父」へ』ブックレット：萩ものがたり 2018年。小冊子
- 『日本鉄道史 昭和戦後・平成篇　国鉄の誕生からJR7社体制へ』中公新書 2019年
- 『満州国の自動車産業　同和自動車工業の経営史』日本経済評論社 2020年
- 『堤康次郎　西武グループと20世紀日本の開発事業』中公新書 2024年

### 編著
- 『東京オリンピックの社会経済史』（日本経済評論社、2009年）
- 『両大戦間期の都市交通と運輸』（日本経済評論社、2010年）

### 共著
- （仁木良和・渡邉恵一）『日本経済史　太閤検地から戦後復興まで』（税務経理協会、2002年）
- （渡邉恵一）『ライフスタイルを形成した鉄道事業』（芙蓉書房出版、2014年）

### 共編著
- （野田正穂・原田勝正・青木栄一）『日本の鉄道　成立と展開』（日本経済評論社、1986年）
- （由井常彦・前田和利）『堤康次郎』（リブロポート、1996年）
- （野田正穂・原田勝正・青木栄一）『多摩の鉄道百年』（日本経済評論社、1993年）
- （野田正穂・原田勝正・青木栄一）『神奈川の鉄道1872-1996』（日本経済評論社、1996年）
- （小笠原茂・中島俊克）『経済史』（東京堂出版、1998年）
- （大豆生田稔）『商品流通と東京市場　幕末～戦間期』（日本経済評論社、2000年）
- （野田正穂）『日本鉄道史の研究　政策・経営/金融・地域社会』（八朔社、2003年）
- （前田一男）『ミッション・スクールと戦争　立教学院のディレンマ』（東信堂、2008年）
- （須永徳武・谷ヶ城秀吉・立教大学経済学部）『植民地台湾の経済と社会』（日本経済評論社、2011年）

ビジュアル日本経営史シリーズ

〈Maruzen audiovisual library 日本の企業家群像〉丸善出版事業部映像メディア部、丸善（制作著作）

- （佐々木聡）『第1巻 近代産業の形成 : 幕藩体制-1913』2004年、ビデオ、ISBN 4839503001、NCID BA70394312。DVD、ISBN 4839503052、NCID BA69549615。
- （佐々木聡）『第4巻 都市型第三次産業の開拓者』2006年、ISBN 4839503737、NCID BB04846372。
- 『II-第7巻 高度経済成長期の革新的・創造的企業家』2003年、ビデオ、ISBN 4839502234、NCID BA60999033。DVD、ISBN 4839503834、NCID BB00225974。
- 『III-第2巻 私鉄経営と沿線・観光地開発』、2010年、ISBN 9784839500498、NCID BB0411343X。

### 訳書
- ダニエル・R・ヘッドリク『帝国の手先　ヨーロッパ膨張と技術』（原田勝正・多田博一共訳、日本経済評論社、1989年）
- ダニエル・R・ヘッドリク『進歩の触手　帝国主義時代の技術移転』（原田勝正・多田博一・濱文章共訳、日本経済評論社、2005年）

### 監修
- 『JR・私鉄・運輸』1995年版以降（99年版までは二期出版、2000年版以降は産学社）
- 『鉄道伝説』シリーズ（BSフジ）

## 公刊史料
- （野田正穂・原田勝正・青木栄一）『大正期鉄道史資料』＜第Ⅱ期＞全17巻（日本経済評論社、1990年-1992年）
- （野田正穂・原田勝正・青木栄一）『昭和期鉄道史資料』全45巻（日本経済評論社、1990年-1992年）
- （渡邉恵一）『近代日本物流史資料』全28巻（東京堂出版、1998年）
- 鉄道省運輸局編『港湾と鉄道との関係調書』全3輯（日本経済評論社、2003年）
- （野田正穂）『戦間期都市交通史資料集』全20巻（丸善、2003年-2004年）
- （中村尚史）『日本鉄道会社』全5巻＜明治期私鉄営業報告書集成1＞（日本経済評論社、2004年）
- （宮下弘美）『北海道炭礦鉄道会社』全4巻＜明治期私鉄営業報告書集成2＞（日本経済評論社、2005年）
- （三木理史）『関西鉄道会社』全8巻＜明治期私鉄営業報告書集成3＞（日本経済評論社、2005年）
- 『山陽鉄道会社』全7巻＜明治期私鉄営業報告書集成4＞（日本経済評論社、2005年）
- （渡邉恵一）『九州鉄道会社』全8巻＜明治期私鉄営業報告書集成5＞（日本経済評論社、2006年）
- 鉄道省編『関東大震災・国有鉄道震災日誌』（日本経済評論社、2011年）